# Pievi della diocesi di Brescia

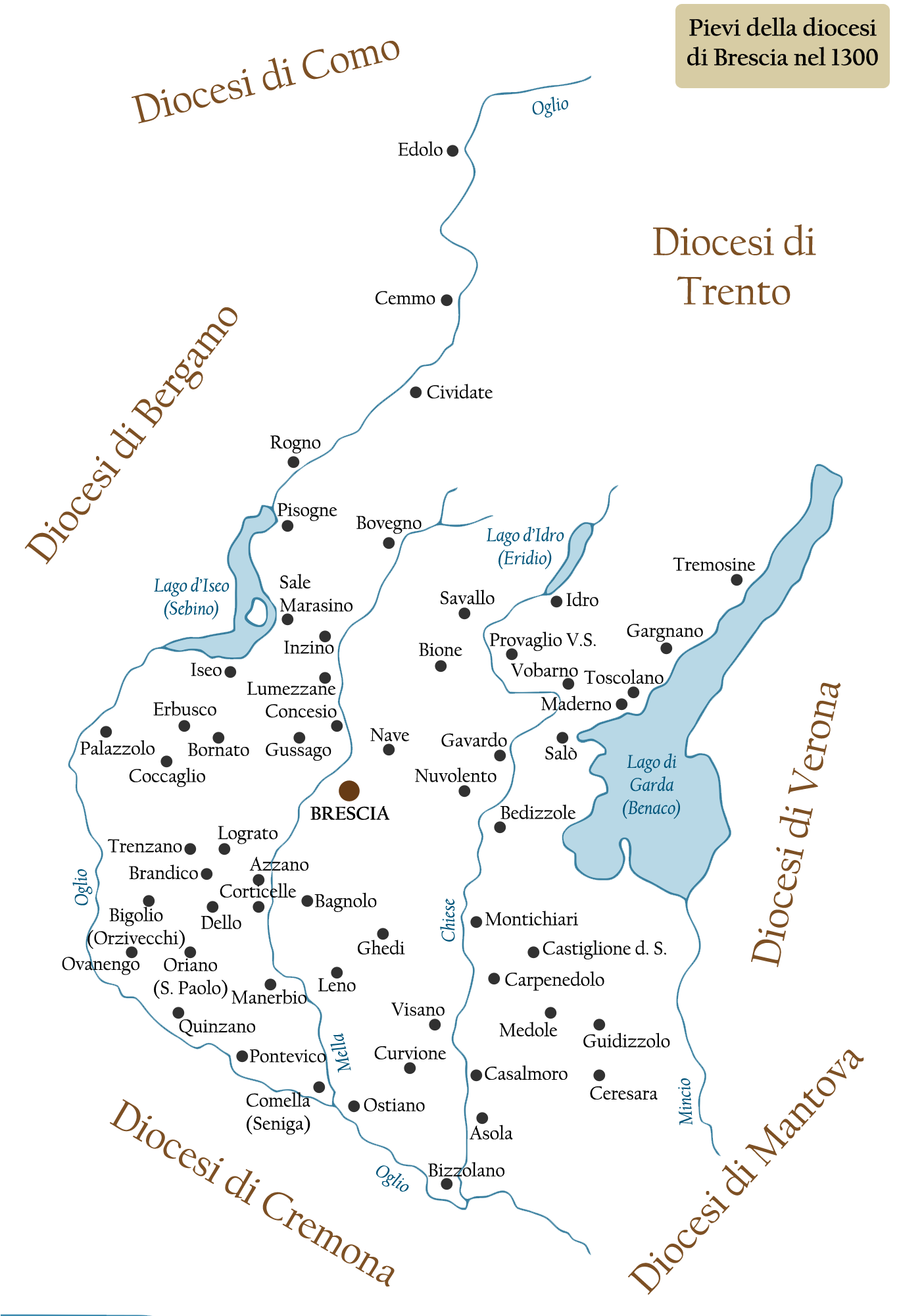
Pievi della diocesi di Brescia attorno al 1300

Le pievi della diocesi di Brescia rappresentano un insieme di circa cinquanta luoghi di culto dipendenti dal vescovato di Brescia.
Nel periodo medievale queste strutture avevano lo scopo di battezzare i bambini nella notte del Sabato Santo e Pentecoste, ed erano i luoghi dove si seppellivano i morti e si amministrava la penitenza degli abitanti che risiedevano entro i suoi limiti territoriali.
Successivamente le loro funzioni saranno assunte dalle parrocchie.

## Elenco delle pievi della diocesi di Brescia
Otto pievi bresciane passarono a più riprese (sec XV-XVI, 1788 e 1818) alla diocesi di Mantova. Tra queste: 
- Asola – Santa Maria assunta
- Bozzolano, oggi Canneto sull'Oglio – San Giorgio martire
- Casalmoro – Santo Stefano protomartire
- Castiglione delle Stiviere – SS. Nazario e Celso
- Ostiano - San Michele arcangelo

La pieve di Tignale (S. Maria Assunta) passò da Trento a Brescia con le sue filiali di Campione e Piovere nel 1785 mentre la Val Vestino rimase alla diocesi trentina.
Pievi bresciane con le parrocchie filiali
| N° | Pieve                | Dedicazione                                              | Parrocchie filiali |
| -- | -------------------- | -------------------------------------------------------- | --- |
| 1  | Azzano               | Santi Pietro e Paolo apostoli                            | Capriano, Pievedizio, Mairano |
| 2  | Bagnolo              | Visitazione vergine Maria                                | Poncarale, Borgo Poncarale, Porzano |
| 3  | Bedizzole            | Annunciazione di Maria                                   | Calcinato, Drugolo, Cazzago, Calvagese, Mocasina |
| 4  | Bione                | Assunzione di Maria                                      | Gazzane, Odolo, Agnosine, Binzago, San Faustino |
| 5  | Bornato              | San Bartolomeo apostolo                                  | Paderno, Ospitaletto, Passirano, Monterotondo, Calino, Cazzago San Martino                                                                                  |
| 6  | Bovegno              | San Giorgio martire                                      | Cimmo, Tavernole, Marmentino, Pezzoro, Collio, Memmo, San Colombano                                                                                         |
| 7  | Brandico             | Santa Maria Maddalena                                    | Logheria, Bargnano, Meano, Corzano |
| 8  | Carpenedolo          | Annunciazione della Beata Vergine e S. Giovanni Battista | |
| 9  | Cemmo                | San Siro                                                 | Sul versante occidentale dell'Oglio da Cerveno fino al torrente Lugaia a Forno d'Allione; su quello orientale da Braone a Berzo Demo e Val Saviore compresa |
| 10 | Cividate Camuno      | Assunzione di Maria                                      | Borno, Piancogno, Esine, Bienno, Prestine, Lozio, Breno, Ossimo, Malegno, Losine, Niardo e Berzo Inferiore                                                  |
| 11 | Coccaglio            | Natività di SS Maria                                     | Rovato, Cologne, Chiari, Castelcovati, Castrezzato, (Urago d'Oglio era nella diocesi di Cremona)                                                            |
| 12 | Comella              | Annunciazione di Maria vergine                           | Seniga, Milzano, Pralboino |
| 13 | Concesio             | San Antonio Martire                                      | Sant'Andrea Apostolo Stocchetta superiore, Bovezzo, Collebeato, San Vigilio, Carcina, Villa Cogozzo                                                         |
| 14 | Corticelle           | Santa Maria assunta e San Giacomo apostolo               | Quinzanello, Boldeniga |
| 15 | Corvione             | San Salvatore                                            | Gambara, Fiesse, Remedello Sotto |
| 16 | Dello                | San Giorgio martire                                      | Frontignano, Barbariga, Favenzano |
| 17 | Edolo                | Natività della Beata Vergine                             | Da Forno d'Allione all'Aprica e al Tonale compresa la Val Paisco e Loveno                                                                                   |
| 18 | Erbusco              | Assunzione della beata Vergine                           | Torbiato, Villa, Adro, Capriolo, Nigoline, Borgonato, San Pancrazio                                                                                         |
| 19 | Gargnano             | San Martino vescovo                                      | Bogliaco, Navazzo, Sasso, Costa, Muslone |
| 20 | Gavardo              | Assunzione di Maria vergine                              | Soprazocco, Muscoline, Castrezzone, Sopraponte, Vallio, Villanuova                                                                                          |
| 21 | Ghedi                | Assunzione di Maria vergine                              | Montirone |
| 22 | Gussago              | Assunzione di Maria vergine                              | Cellatica, Castegnato, Sale, Ronco, Civine, Rodengo, Saiano                                                                                                 |
| 23 | Idro                 | San Michele arcangelo                                    | Nozza, Vestone, Lavenone, Treviso Bresciano, Capovalle, Anfo                                                                                                |
| 24 | Inzino               | San Giorgio martire                                      | Gardone Val Trompia, Magno, Marcheno, Cesovo, Brozzo, Lodrino                                                                                               |
| 25 | Iseo                 | Sant'Andrea apostolo                                     | Provezze, Monticelli Brusati, Polaveno, Ome, Brione, Valenzano, Camignone, Provaglio, Timoline, Colombaro, Clusane, Pilzone, Isola di San Paolo             |
| 26 | Leno                 | Ss Pietro e Paolo apostoli                               | Mizanello, Pavone del Mella, Gottolengo |
| 27 | Lograto              | Tutti i Santi                                            | Torbole, Casaglia, Berlingo, Travagliato, Maclodio |
| 28 | Lumezzane            | Natività san Giovanni Battista                           | Sarezzo |
| 29 | Maderno              | Sant'Andrea apostolo                                     | Monte Maderno |
| 30 | Manerbio             | San Lorenzo diacono e martire                            | Cigole, Bassano, Cignano, Offlaga |
| 31 | Montichiari          | Assunzione di Maria (San Pancrazio)                      | |
| 32 | Nave                 | Annunciazione di Maria Vergine (Pieve della Mitria)      | Cortine, Muratello, Caino |
| 33 | Nuvolento            | Santa Maria ad Nives                                     | Virle, Ciliverghe, Mazzano, Milinetto, Nuvolera, Serle, Paitone, Goglione                                                                                   |
| 34 | Oriano               | Assunzione della beata Vergine                           | Padernello, Farfengo, Cremezzano, Trignano, Pedergnaga, Scarpizzolo, Cadignano                                                                              |
| 35 | Orzinuovi            | Assunzione della beata Vergine (S. Maria di Bigollio)    | Ludriano, Roccafranca, Pompiano, Comezzano, Orzivecchi, Zurlengo, Gerola, Pudiano, Coniolo                                                                  |
| 36 | Ovanengo             | San Giorgio martire                                      | Barco, Villachiara |
| 37 | Palazzolo            | Assunzione della beata Vergine                           | Palosco, Pontoglio |
| 38 | Pisogne              | Assunzione della beata Vergine (S. Maria in Silvis)      | Pisogne con frazioni, l'Oglio è il confine con la Pieve di Rogno                                                                                            |
| 39 | Pontevico            | Sant'Andrea e Tomaso apostoli                            | Alfianello, San Gervasio |
| 40 | Provaglio Val Sabbia | Santa Maria                                              | Clibbio, Sabbio, Barghe, Preseglie |
| 41 | Quinzano             | Natività della beata Vergine                             | Acqualunga, Gabiano, Motella, Verolavecchia, Verola Alghisi (Verolanuova), Villanuova, Monticelli d'Oglio                                                   |
| 42 | Rogno                | Santo Stefano protomartire                               | Lovere, Bossico, Costa Volpino, Angolo Terme, Darfo Boario Terme, Gianico, Artogne, Pian Camuno                                                             |
| 43 | Sale Marasino        | San Zenone                                               | Sulzano, Marone, Montisola, Vello, Zone |
| 44 | Salò                 | Annunciazione della beata Vergine                        | Volciano, Campoverde, Villa, Gardone Riviera, Serniga, San Bartolomeo, Morniga, Fasano                                                                      |
| 45 | Savallo              | Assunzione della beata Vergine                           | Mura, Casto, Malpaga, Alone, Comero, Belprato, Livemmo, Odeno, Lavino, Avenone, Forno d'Ono, Levrange, Presegno                                             |
| 46 | Toscolano            | Ss Pietro e Paolo apostoli                               | Gaino, Cecina, Roina |
| 47 | Tremosine            | Assunzione della beata Vergine                           | Vesio, Voltino, Limone san Giovanni |
| 48 | Trenzano             | Assunzione della beata Vergine                           | Rudiano, Cizzago, Cossirano |
| 49 | Visano               | Ss Pietro e Paolo apostoli                               | Calvisano, Mezzane, Malpaga, Isorella, Acquafredda, Remedello Sopra                                                                                         |
| 50 | Vobarno              | Assunzione della beata Vergine                           | Prandaglio, Teglie, Carvanno, Cacino, Eno di Degagna |